# Edifici al carrer Montserrat, 12 (Martorell)
L'Edifici al carrer Montserrat, 12 és una obra eclèctica del municipi de Martorell (Baix Llobregat) inclosa en l'Inventari del Patrimoni Arquitectònic de Catalunya.

## Descripció
És un edifici cantoner de planta rectangular, i planta baixa, dos pisos i terrat a la catalana, amb composició desigual a cada una de les façanes. Obertures de peanyes arrodonides, balustres de pedra artificial amb relleus d'igual composició que la del terrat; motllures. La façana d'oest presenta un coronament d'edifici amb frontó, centrat per un cos quadrat, ull de bou i motllures.